# 윌로 스미스
윌로 스미스(영어: Willow Smith, 2000년 10월 31일 ~ )는 미국의 배우 겸 가수이다. 배우 윌 스미스와 배우 제이다 핑킷 스미스의 딸이다.

## 음반 목록
- Ardipithecus (2015)
- The 1st (2017)
- Willow (2019)
- Lately I Feel Everything (2021)
- Coping Mechanism (2022)

## 출연 작품
- 트루 잭슨, VP (2008)
- 킷 킷트릿지: 아메리칸 걸 (2008)
- 마다가스카 2 (2008)
- 나는 전설이다 (2007)